# Tacacá
El tacacá es una sopa muy popular en la cocina brasileña del norte del país, en particular en la zona del Amazonas, del Amapá y del Pará. Se trata de un caldo ligero elaborado con la hierba jambú (Acmella oleracea) y tucupí (caldo elaborado con mandioca)

## Historia
Algunos investigadores como Câmara Cascudo mencionan su origen indígena y que el nombre de este plato proviene del mani poi. Câmara Cascudo dice que “Ese mani poí se elaboraba de forma similar al tacacá, co caldo de pez o carne, ajo, pimienta, sal, algunas veces camarones secos.”.

## Costumbres

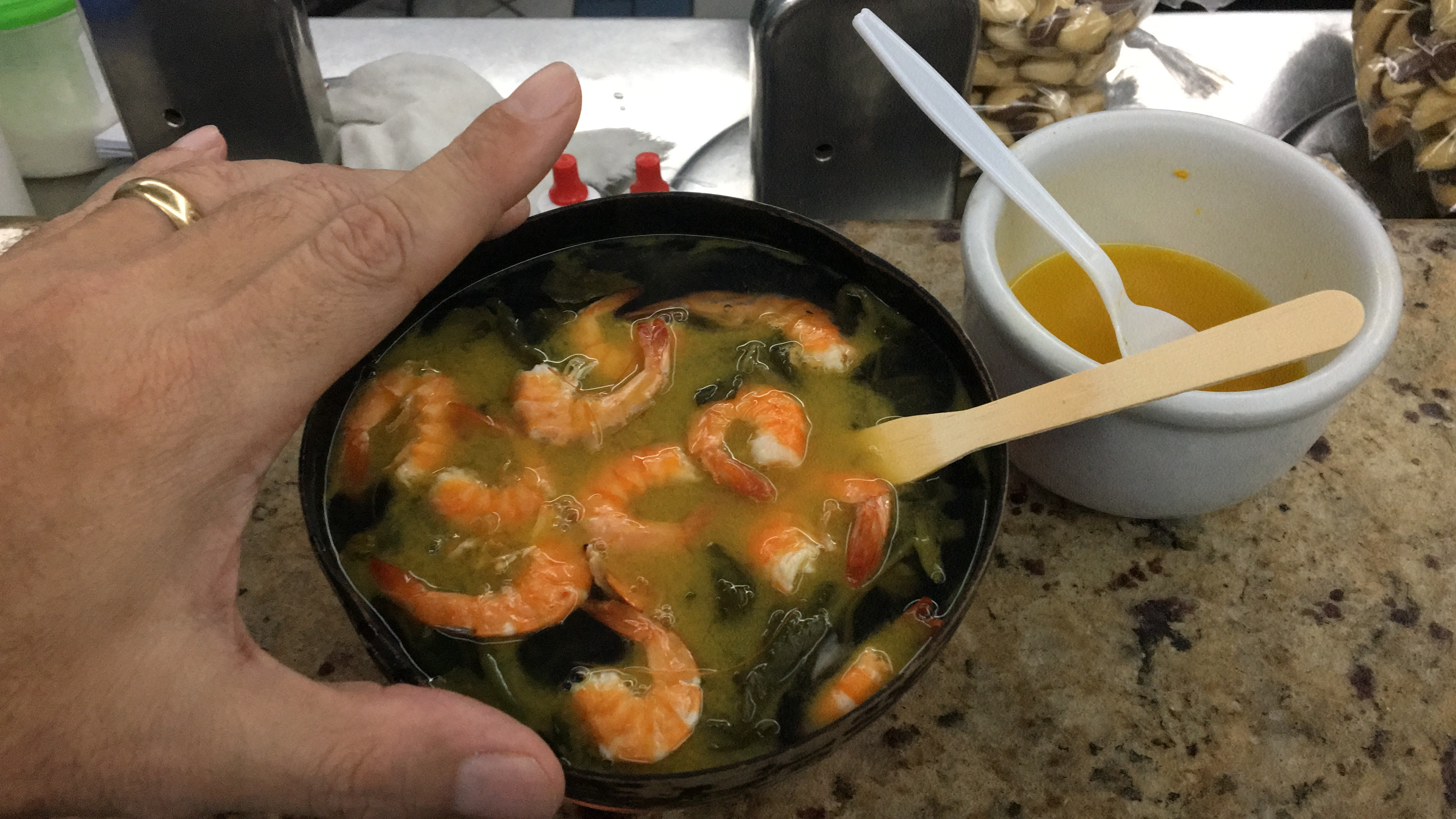
Se sirve por regla general en tarros.

Se sirve por regla general en tarros, se vierte primero un poco de tucupí y el caldo de pimenta-de-cheiro. Se le añade la goma de mandioca y algunos ramitos de jambu) y finalmente se añaden los camarones y se vierte más tucupi hasta que se llena el tarro. Se toma (no se dice comer, ni beber) llevando los labios hasta el tarro y sorbiendo en pequeñas cantidades. Es muy tradicional no se emplear ningún instrumento adicional para tomar el tacacá, para retirar los camarones o los ramos de jambu se emplean los dedos, aunque hoy en día se pone un palito para hacer esto (por el uso de este palito se dice generalmente que se conoce al lugareño parense, del que no lo es: ya que usa el palito). 
Dado que esta sopa (iguaria) es servida muy caliente se sirve con una pequeña cesta en su base (el uso de esta cesta no es tradicional y es muy posible que a partir de la década de 1990) para proteger los dedos. Es habitual consumir el tacacá al final de la tarde, en la vía pública, en las tradicionales tacacazeiras. No se consume o se sirve esta sopa como un plato principal.

## A tacacazeira
Las vendedoras de tacacá, o tacacazeira, es una de las figuras típicas de Belém do Pará. Su imagen fue retratada en 1937 por una pintora paraense Antonieta Santos Feio, perteneciente al museo de arte de Belem. Las vendedoras de tacacá tienen puesto fijo en diferentes localidades de la ciudad, permaneciendo muchas veces allí por décadas, con clientela cautiva.